# Haley Lu Richardson
Haley Lu Richardson, född 7 mars 1995 i Phoenix, Arizona, är en amerikansk skådespelare.
Richardson har bland annat medverkat i filmerna The Bronze från 2015, Split och The Edge of Seventeen från 2016. Hon har även medverkat i The White Lotus från 2022.

## Filmografi (i urval)
- 2015 – The Bronze
- 2016 – Split
- 2016 – The Edge of Seventeen
- 2019 – Five Feet Apart
- 2020 – Unpregnant
- 2022 – The White Lotus (TV-serie)
- 2023 – Den statistiska sannolikheten för kärlek vid första ögonkastet